# Lago Kochel
El lago Kochel (del alemán: Kochelsee) es un lago en la Alta Baviera, Alemania, ubicado al sur de Múnich. Se encuentra a una altitud de 700 m s. n. m. y tiene una profundidad máxima de 65.9 metros. Como otros lagos bávaros, el lago Schlier se desarrolló como consecuencia del deshielo de los glaciares de la Edad de Hielo. 